# Minoranza tedesca in Polonia
La minoranza tedesca in Polonia dal 1991 è una minoranza nazionale riconosciuta. 152.897 persone nel censimento del 2002 dichiararono di essere tedeschi; questo corrisponde a una percentuale sulla popolazione della Polonia dello 0,38%. Sempre secondo lo stesso censimento, 204.573 persone utilizzano nella loro vita privata la lingua tedesca. L'ambasciata tedesca a Varsavia, tuttavia parla di 300.000/400.000 cittadini di origine tedesca.

## Storia

La Linea Curzon

La migrazione tedesca nell'attuale Polonia ebbe inizio nel Medioevo con l'Ostsiedlung (insediamento verso est).
Le regioni storiche della Bassa Slesia, del Brandeburgo Orientale, della Pomerania e quella della Prussia Orientale erano abitate già dal Medioevo quasi interamente da tedeschi. In altri territori vi è stata sicuramente una percentuale straordinariamente elevata di popolazione tedesca, soprattutto in Pomerelia, nell'Alta Slesia e in Posnania (nota anche come Grande Polonia).
Nel XVII, XVIII e XIX secolo numerosi tedeschi luterani si insediarono lungo il fiume Vistola e i suoi affluenti in villaggi Hauländer.
Nel XIX secolo i tedeschi nella odierna Polonia Centrale parteciparono attivamente allo sviluppo della produzione tessile.
Alla fine del XIX secolo durante l'emigrazione di massa verso est parecchi tedeschi emigrarono in Occidente, mentre altri furono insediati da una Commissione prussiana nella Polonia centrale. Più di 3.000 paesi/città nella parte russa della Polonia aveva abitanti di origine tedesca.
Molti di questi tedeschi dopo la prima guerra mondiale rimasero ad est della Linea Curzon tra cui un numero considerevole nella Volinia.

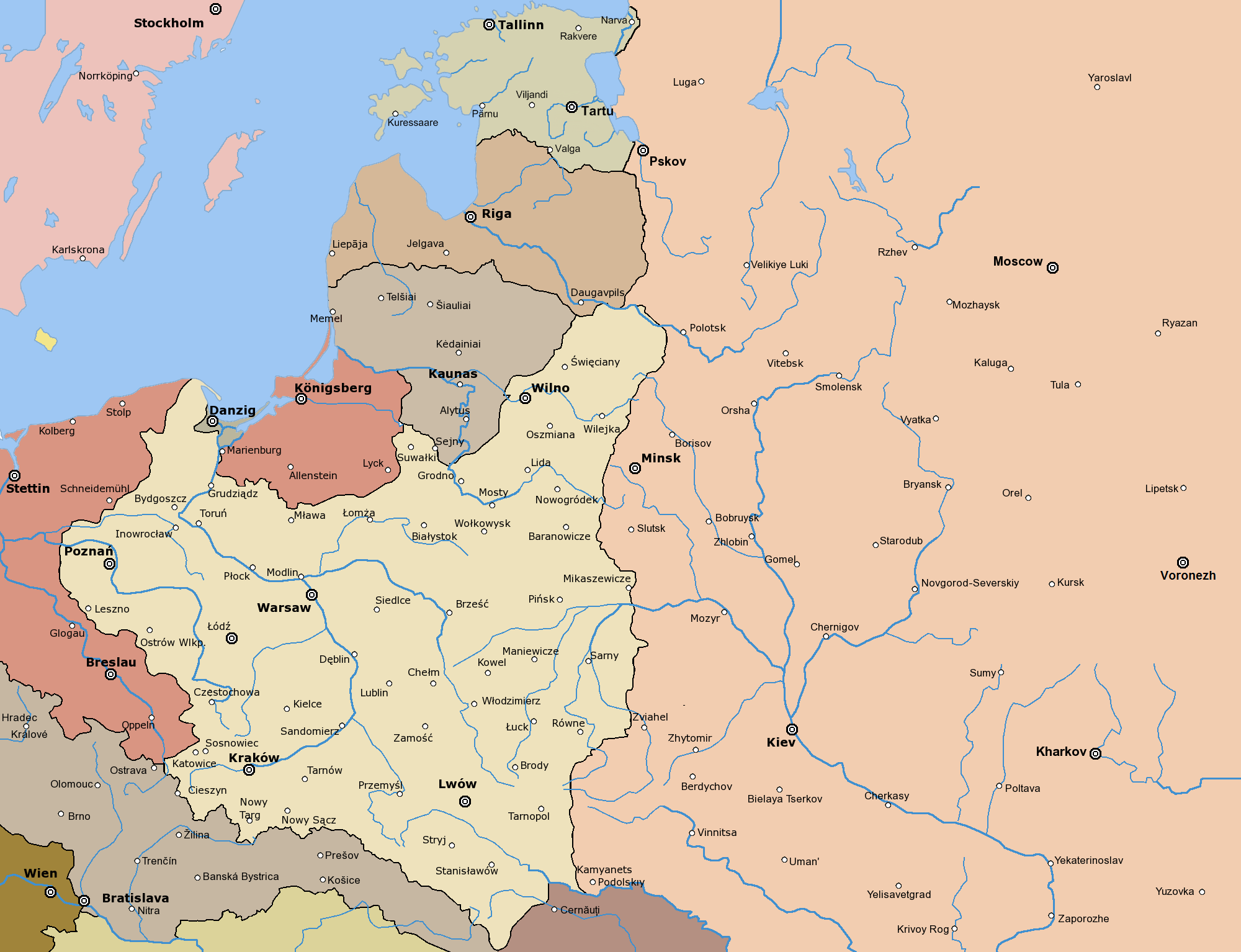
Seconda Repubblica Polacca 1921-1939

## Dal 1918 al 1939
Dopo la fondazione della Seconda Repubblica di Polonia (1918) un gran numero di tedeschi fu costretto a lasciare il paese, in particolare quelli che vivevano nel corridoio di Danzica.
Prima della seconda guerra mondiale la maggioranza dei tedeschi in Polonia viveva nel corridoio di Danzica, nell'area intorno a Poznań e in Slesia, regione che fu parzialmente annessa dalla Polonia nel 1922. Altre regioni dove vivevano tedeschi era quella intorno a Łódź e in Volinia. In Volinia fino al 1915 vivevano circa 250.000 tedeschi.

## Durante la seconda guerra mondiale
Dopo l'invasione della Polonia nel 1939, nacque la “Volksdeutsche Selbstschutz“ (autodifesa della minoranza tedesca), un'organizzazione paramilitare che reclutò i suoi membri principalmente tra membri della minoranza tedesca. Fu coinvolta in numerosi omicidi di massa della popolazione polacca ed ebraica.
Nelle aree della Polonia che erano state annesse al Reich, la definizione e la situazione della minoranza tedesca cambiò radicalmente. Divenne un gruppo di popolazione "desiderato" e i polacchi che vivevano lì fino ad allora, furono deportati ad est della Polonia stessa.
Sempre durante la seconda guerra mondiale, con l'occupazione nazista della Polonia, i tedeschi provenienti da altre aree dell'Europa orientale furono insediati in Polonia dai nazisti che, contemporaneamente, cacciarono, schiavizzarono e uccisero i polacchi e gli ebrei residenti.

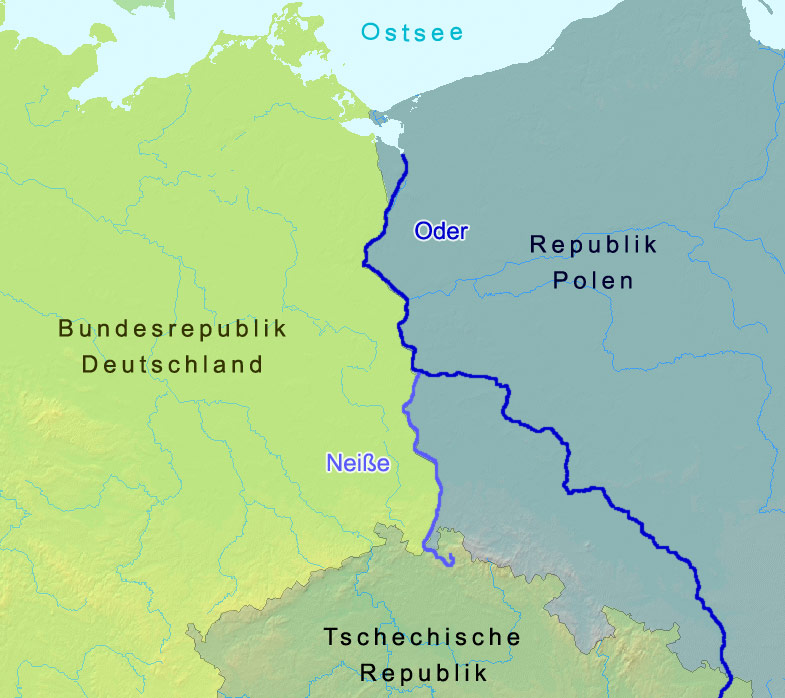
La linea Oder-Neiße costituisce dal 1945 il confine occidentale della Polonia

### La conferenza di Teheran
Alla conferenza di Teheran (28 novembre al 1º dicembre 1943) gli Alleati decisero lo spostamento del confine della Polonia verso ovest, lungo la linea Oder-Neisse, incorporando così territori facenti parte della Germania pre-bellica.
Per effetto di questo spostamento, la popolazione tedesca che risiedeva in quei territori, fu trasferita entro i nuovi confini della Germania post-bellica, cioè a ovest della linea Oder-Neisse.
Sempre nella conferenza di Teheran gli Alleati decisero che la Polonia orientale, già annessa dall'Unione Sovietica nel 1939, restava a quest'ultima, per cui la popolazione polacca che ancora vi risiedeva andava trasferita nei nuovi confini polacchi.
La stragrande maggioranza dei tedeschi etnici ad est della linea Oder-Neisse era protestante, ma vi era una significativa minoranza cattolica in Slesia dove, in alcuni casi, parlavano anche un dialetto polacco. A loro, in generale, i polacchi permisero di rimanere, se lo desiderassero.

## Il dopoguerra
Dopo la guerra, molti di coloro che avevano scelto di rimanere, decisero di fuggire dal governo comunista e di emigrare nella Repubblica federale tedesca.
Come vendetta per le atrocità commesse dai nazisti durante la seconda guerra mondiale, i tedeschi etnici rimasti in Polonia spesso furono vittime di atti di violenza da parte dei polacchi.
Dal 1944 al 1950 fuggirono o vennero espulsi dagli ex territori tedeschi circa 8,5 milioni di tedeschi. Ebbe inizio una massiccia "de-germanizzazione" e si cercò di cancellare tutti i riferimenti al passato tedesco.
Epigrafi in lingua tedesca su edifici, cimiteri o monumenti vennero cancellate, nomi tedeschi (di famiglia) vennero “polonizzati” e l'uso della lingua tedesca in pubblico fu vietato.

## Dal 1950 ad oggi
In questo modo nel 1951, dopo che i dati sui tedeschi vennero falsificati delle autorità polacche, non c'era più "nessun tedesco" in Polonia e l'effettiva restante popolazione tedesca fu resa “invisibile” negando al mondo esterno la sua esistenza.
Dal 1955 al 1959 ci fu per la prima volta la possibilità di una ricongiunzione familiare tra i profughi fuggiti o sfollati in precedenza, con quei tedeschi che erano rimasti ancora in Polonia. In questo ricongiungimento familiare fu concesso dalla Polonia il trasferimento a Berlino Ovest per circa 250.000 tedeschi, mentre a circa 40.000 fu permesso di trasferirsi nella RDT.

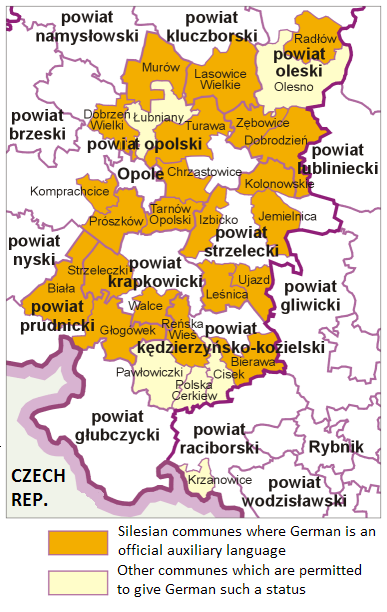
Comuni in cui il tedesco è stato introdotto come seconda lingua

Nel 1960 in Polonia il numero della popolazione di lingua tedesca ammontava a meno di 50.000 persone. Altri tedeschi lasciarono la Polonia nel 1970 a causa di un'ulteriore ricongiunzione familiare in seguito al Patto di Varsavia. Secondo le statistiche polacche negli anni '70 c'erano da circa 500.000 fino a 1 milione di tedeschi pronti ad emigrare, e in effetti poi emigrarono in massa negli anni 1980. Negli anni dal 1950 al 1989 circa 1,2 milioni tedeschi e i loro famigliari raggiunsero la Repubblica federale tedesca come Aussiedler secondo la legge federale dei profughi (espulsi).
Fino al 1990/1991 l'esistenza della minoranza di lingua tedesca è stata negata da parte dello Stato polacco. Il divieto della lingua e della cultura tedesca, la discriminazione nei confronti dei tedeschi etnici e tutto ciò che riguardava il tedesco, era scomparso dalla vita pubblica e molti tra i tedeschi etnici delle generazioni del dopoguerra non parlavano più il tedesco come lingua madre.
Dopo la svolta, la ricostruzione delle attività pubbliche della minoranza tedesca è stata difficile ed è stata realizzata in gran parte da membri della generazione precedente. Solo dopo il trattato sul confine tedesco-polacco del 17 giugno 1991, la minoranza tedesca ha ricevuto pieni diritti, in quanto minoranza nazionale secondo lo standard dell'OSCE (Organizzazione per la Sicurezza e la Cooperazione in Europa), nonché una rappresentanza nel parlamento polacco (Sejm).
Secondo la legge polacca del 2005 sulle minoranze, i comuni con una quota di minoranza tedesca di almeno il 20% della popolazione, possono essere riconosciuti ufficialmente come bilingui e introdurre il tedesco come seconda lingua. Per questi risultati viene utilizzato il censimento polacco del 2002. Secondo questo censimento 28 comuni hanno raggiunto questa quota:
Biała/Zülz, Bierawa/Birawa, Chrząstowice/Chronstau, Cisek/Czissek, Dobrodzień/Guttentag, Dobrzeń Wielki/Groß Döbern, Głogówek/Oberglogau, Izbicko/Stubendorf, Jemielnica/Himmelwitz, Kolonowskie/Colonnowska, Komprachcice/Comprachtschütz, Krzanowice/Kranowitz, Lasowice Wielkie/Groß Lassowitz, Leśnica/Leschnitz, Łubniany/Lugnian, /Murow, /Rosenberg O.S., Pawłowiczki/Pawlowitzke, Polska Cerekiew/Groß Neukirch, Popielów/Poppelau, Prószków/Proskau, Radłów/Radlau, Reńska Wieś/Reinschdorf, Strzeleczki/Klein Strehlitz, Tarnów Opolski/Tarnau, Turawa, Ujazd/Ujest, Walce/Walzen e Zębowice/Zembowitz.
Esclusa Krzanowice, che appartiene al Voivodato della Slesia, tutti i comuni si trovano nel Voivodato di Opole.